# Earlston
Ne doit pas être confondu avec Earlston (Pennsylvanie).
Earlston (Scots : Yerlston ; Gaélique écossais : Dùn Airchill), est un village d'Écosse à 48 km au Sud d'Édimbourg. 

## Histoire
Il s'agit de l'ancienne Earlstown (Ercildoune), patrie de Thomas le Rhymer.